# Найробі
Найро́бі (англ. Nairobi, МФА: [naɪˈroʊbɪ]) — столиця і найбільше місто Кенії. Назва походить з фрази мовою масаї — Enkare Nyorobi — «місце холодної води». Однак, місто відоме в народі під назвою «Зелене місто під сонцем».
Засноване в 1899 році, місто отримало статус столиці, перенесеної з Момбаси, в 1905 році. Найробі також є столицею провінції Найробі та однойменного округу. Місто лежить на річці Найробі, на півдні країни, на висоті 1661 м над рівнем моря.
Найробі — найбільше за кількістю населення місто Східної Африки, за оцінками його населення перевищує 4 млн осіб. За даними 2024 року, адміністративний район Найробі площею 696,1 км² має населення 4 828 000 жителів.. Зараз це четверте за населенням місто Африки. Крім того, Найробі є одним з головних політичних, фінансових та культурних центрів Африки. Можливість перепису населення ускладнюється наявністю великих нетрів навколо міста (зокрема, Кібери), оцінка населення яких практично неможлива.

## Історія

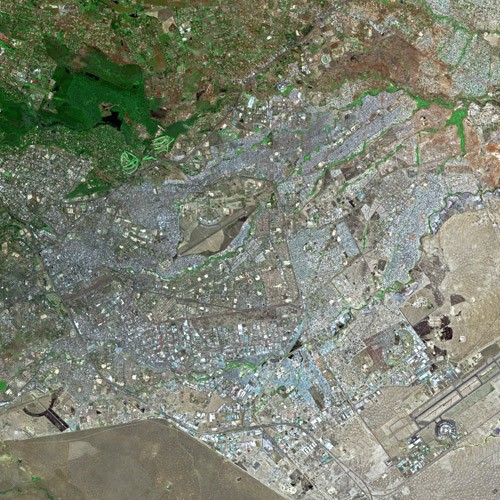
Фотографія Найробі зі супутника

Раніше на місці сучасного міста розташовувалися незаселені болота. В 1899 році тут була побудована станція постачання угандської залізниці, яка незабаром стала штаб-квартирою залізниці. Назву місто отримало за іменем водойми, яке на масайською мовою звучить як Ewaso Nyirobi (Евасо Найробі), що означає «прохолодні води». В 1900 місто було повністю перебудовано після вибуху тут спалаху бубонної чуми, через яку старе місто довелося повністю спалити.
Підставою для вибору місця будівництва станції Найробі стало її розташування посередині між містами Момбаса та Кампала. Крім того, тут була багата мережа річок, що допомагала забезпечувати поселення водою, а висота над рівнем моря робила цю місцевість досить прохолодною для комфортного проживання. Більше того, на висоті 1661 м над рівнем моря температура повітря дуже низька для виживання малярійних комарів.
Місто отримало статус столиці в 1905 році.

## Населення
Найробі пережив один з найбільших темпів росту кількості населення серед міст Африки. З моменту свого заснування в 1899 році, Найробі розширилося і стало найбільшим містом в Східній Африці, будучи при цьому наймолодшим містом провінції. Темпи зростання населення становлять 4,1 %. Передбачається, що населення в Найробі досягне 5 мільйонів у 2015 році.
Населення 1906—2009.

## Клімат
Завдяки висоті в 1661 метр над рівнем моря, у Найробі переважає помірний клімат, практично відсутня спека понад 30 градусів і в той же час погода майже рівномірна протягом усього року. Найхолодніший місяць — липень, найтепліший — лютий. Є 2 вологих сезони, чітко виражений у березні-травні і сухий в липні-серпні. Найнижча зареєстрована температура склала 5 градусів. Тут бувають досить прохолодні вечори, особливо в червні і липні, коли температура може опускатися до 10 °C. Найсонячнішою і найтеплішою порою року є період з грудня по березень. Для цього періоду середня температура максимальна і становить 24 °C.
Є два сезони дощів, але дощі зазвичай бувають помірні. Найхмарніша пора року настає відразу після першого сезону дощів, і до вересня тут тримається досить волога погода. Оскільки Найробі розташоване досить близько до екватора, відмінності між сезонами і часом сходу і заходу вкрай малі. Сезони розрізняють як сухий та вологий сезони.
| Клімат Найробі                                 | Клімат Найробі | Клімат Найробі | Клімат Найробі | Клімат Найробі | Клімат Найробі | Клімат Найробі | Клімат Найробі | Клімат Найробі | Клімат Найробі | Клімат Найробі | Клімат Найробі | Клімат Найробі | Клімат Найробі |
| Показник                                       | Січ.           | Лют.           | Бер.           | Квіт.          | Трав.          | Черв.          | Лип.           | Серп.          | Вер.           | Жовт.          | Лист.          | Груд.          | Рік            |
| Середній максимум, °C                          | 25,5           | 26,7           | 26,8           | 25,0           | 23,5           | 22,5           | 22,0           | 22,7           | 25,0           | 25,7           | 24,0           | 24,4           | 24,5           |
| Середня температура, °C                        | 18,00          | 18,80          | 19,40          | 19,20          | 17,80          | 16,30          | 15,60          | 15,90          | 17,30          | 18,50          | 18,40          | 18,10          | 17,77          |
| Середній мінімум, °C                           | 10,5           | 10,9           | 12,1           | 13,4           | 12,1           | 10,0           | 9,2            | 9,1            | 9,7            | 11,3           | 12,7           | 11,7           | 11,1           |
| Норма опадів, мм                               | 58.3           | 49.8           | 92.2           | 242.3          | 189.5          | 38.6           | 17.6           | 24.0           | 31.2           | 60.8           | 149.6          | 107.6          | 1149.96        |
| ---------------------------------------------- | -------------- | -------------- | -------------- | -------------- | -------------- | -------------- | -------------- | -------------- | -------------- | -------------- | -------------- | -------------- | -------------- |
| Джерело: Найробі на climate-charts.com (англ.) |                |                |                |                |                |                |                |                |                |                |                |                |                |

## Транспорт

### Аеропорти

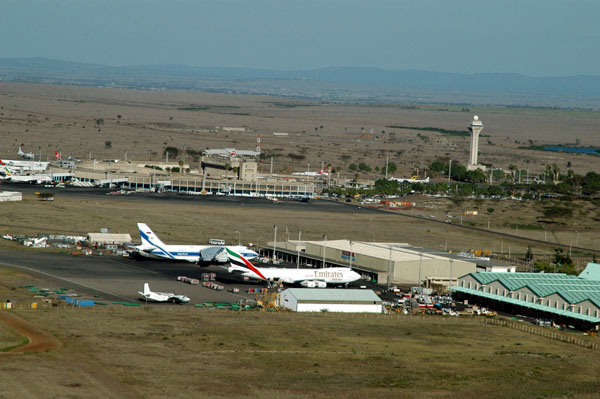
Вид з повітря на вантажний термінал міжнародного аеропорту Джомо Кеніата, найбільший аеропорт східної Африки.

Велика частина авіаційних перевезень в Найробі здійснюється через міжнародний аеропорт Джомо Кеніата, найбільший і найзавантаженіший аеропорт у східній і центральній Африці. У 2008 році через нього пройшло більше 4 900 000 пасажирів. Він є основним пересадочним вузлом для пасажирів, що летять в невеликі міста східної і центральної Африки. Аеропорт Джомо Кеніата розташований за 20 км від ділового центру Найробі. Він приймає прямі рейси з Європи та Азії. В наш час[коли?] розглядається проект з розширення аеропорту для можливості обслуговувати зростаючий пасажиропотік.
На південь від Найробі розташований аеропорт Вілсон. Він обслуговує в основному невеликі літаки внутрішніх рейсів Кенії, хоча є рейси і в інші східноафриканські країни.
Аеропорт Істлейт спочатку був посадковою смугою до появи реактивних літаків. У 1930-х і 1940-х він обслуговував британські пасажирські та поштові рейси з Саутгемптона в Кейптаун. Через нього літали гідроплани з Англії в Кісуму. В наш час[коли?] тут розташована військова база.

### Матату
Найпоширенішим видом транспорту в Найробі є матату, кенійський відповідник маршрутки. Це слово буквально означає «тридцять центів за поїздку» (хоча зараз вона коштує набагато більше).  Матату являють собою приватні мікроавтобуси місткістю від чотирнадцяти до двадцяти чотирьох чоловік. Такі автобуси перевозять пасажирів як по міських, так і по міжміським маршрутам. Найпомітнішою особливістю Матату часто є їхнє екстравагантне забарвлення. Власники часто прикрашають свій автобус портретами улюбленої футбольної команди чи артиста, а останнім часом з'явилися навіть матату із зображенням Барака Обами. У більшості матату є аудіосистеми і телевізори для залучення пасажирів, оскільки конкуренція серед водіїв дуже висока.
Як результат жорсткої конкуренції та недостатнього регулювання, водії матату намагалися збільшувати прибуток за рахунок збільшення швидкості перевезень, через що в Найробі відбувалася велика кількість аварій з їх участю. Для забезпечення безпеки, в 2004 році уряд прийняв закон, що зобов'язує обладнати всі матату ременями безпеки, а також обмежує швидкість 80 км/год. Крім того, на всі матату необхідно було нанести горизонтальну жовту смугу. Спочатку це викликало бурю протестів в операторів, проте під тиском уряду і громадськості їм довелося змиритися з новими вимогами.

### Автобуси
Автобуси завойовують все більшу популярність в Найробі. В наш час[коли?] в місті працюють три автобусні компанії: традиційна Kenya Bus Service (KBS) і нові приватні оператори Citi Hoppa і Double M. Автобуси Citi Hoppa можна впізнати за зеленим кольором, автобуси Double M пофарбовані у фіолетовий, а KBS мають блакитне фарбування.
Інші невеликі компанії організовують регулярне міжміське автобусне сполучення.

### Залізниці
Найробі був заснований як залізнична станція, і штаб-квартира Кенійських Залізниць досі розташована в місті, біля центру. Лінія, що проходить через Найробі, з'єднує Момбаса та Кампалу. Переважно вона використовується для вантажних перевезень, проте нею також курсують нічні пасажирські поїзди. Велика кількість робочих добираються до роботи в середмісті на поїздах з передмістя, проте в місті не розвинені легкі залізничні, трамвайні лінії і метрополітен.

### Таксі
Послуги таксі доступні практично в будь-якій частині міста. Поїздки в таксі дорожче, ніж на автобусі або Матата, але безпечніші і комфортніші. Найчастіше таксі чекають клієнтів біля готелів, на стоянках таксі, а також у центрі міста та біля великих торгових центрів.

## Нетрі Кібера

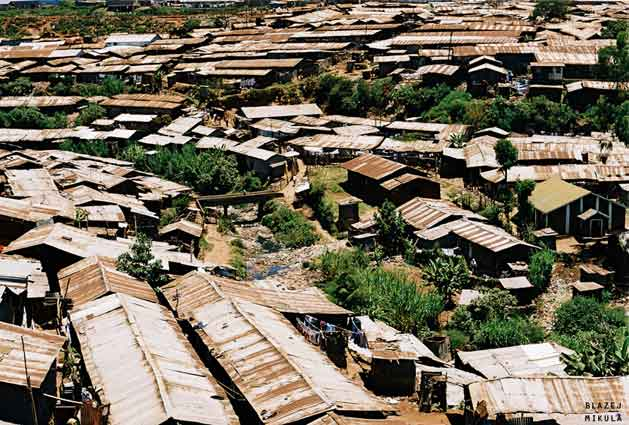
Нетрі Кібера

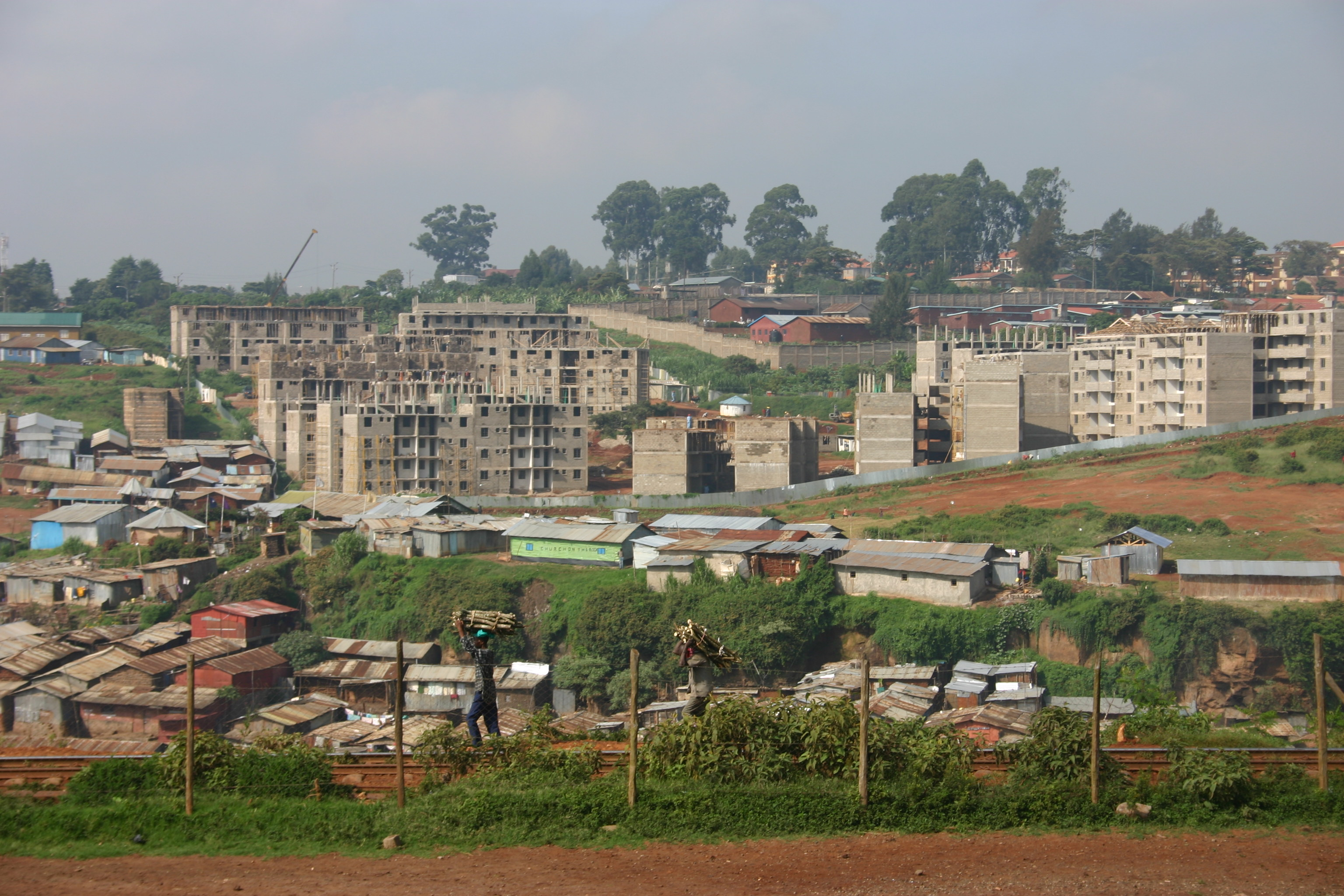
Нові будівлі поблизу з Кібера

Кібера — один з районів міста Найробі з загальною кількістю населення близько 170 000 чоловік. Кібера є другими за величиною нетрями Африки, після Хаєлітша, ПАР.
Більшість людей району живуть у халупах і великій бідності, заробляють менше $1,00 на день. Рівень безробіття високий. У нетрях багато осіб, які живуть з ВІЛ, як і випадків СНІДу. Звичайними є випадки нападу і зґвалтування. Через малу кількість шкіл, більшість батьків не можуть дозволити дати освіту своїм дітям. Недостатньо чиста вода є причиною багатьох інфекційних захворювань. Більшість людей, що живуть в нетрях, не мають доступу до медичної допомоги.
Уряд намагається вирішити проблему, ініціював програму по заміні нетрів на нові багатоповерхові житлові будинки, а також переселення туди жителів після завершення їх будівництва. Але нових житлових будинків може бути недостатньо, аби переселити всі 170 000 чоловік з нетрів.

### Умови життя і злочинність
Від півмільйона до мільйона людей проживають в районах Кібера, найбільших і найбідніших нетрях в Африці, що виникли в 1920 році як селище для нубійських солдатів.
Злочинність у місті все більше зростає, і зараз Найробі — одне з найнебезпечніших міст. У 2001 комісія ООН присвоїла місту «статус С», зарахувавши його до найзлочинніших міст світу. Було відзначено високий рівень озброєних грабіжників, розбійників і викрадачів машин.
Злочинність підвищилася тому, що численні сільські жителі від невлаштованості стали прагнути до столиці, де не знаходили собі грошей, заняття і прожитку, і їм нічого не залишалося робити як поповнювати нетрі.
Будинки і квартали міста наймають охоронців, що працюють вдень і вночі. Туристам не радиться показувати цінні предмети і ходити по центральній частині міста в темний час.
Тероризм проявив себе в місті в 1998, після чого потік туристів різко зменшився.

## Міста-побратими
| Країна | Місто  | З якої дати |
| ------ | ------ | ----------- |
| США    | Денвер | 1975 року   |

## Туризм

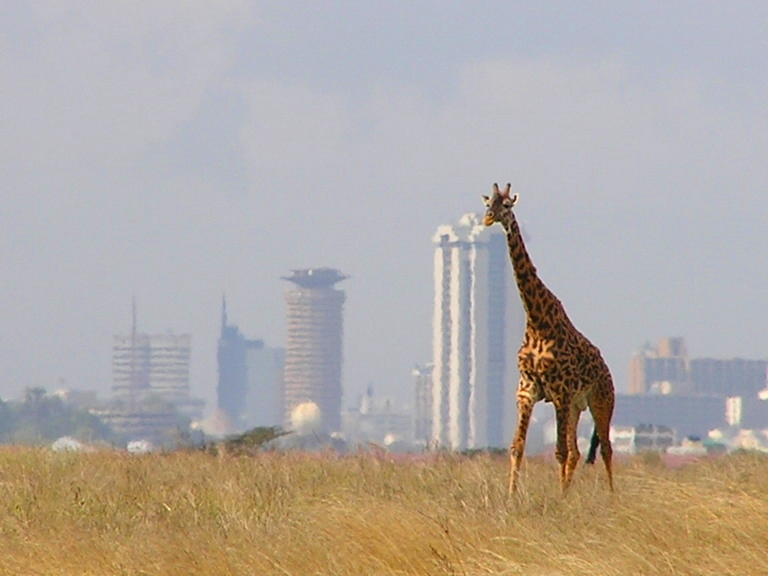
Жирафа в Національному парку Найробі, на фоні міста Найробі.

Найробі не є популярним місцем відпочинку туристів, але у нього є кілька туристично привабливих місць. Найвідомішим є Національний парк Найробі. Національний парк є унікальним в тому, що це єдиний заповідник такого роду, що примикає до меж столиці, або міста такого розміру. У парку є багато тварин, включаючи левів, жирафів та чорних носорогів. Парк є домом для більш ніж 400 видів птахів. Сафарі-прогулянка Найробі є головною визначною пам'яткою в Національному парку Найробі, яка пропонує рідкісну можливість спостерігати за тваринами у природних умовах.
У Найробі розташовані декілька музеїв, архітектурних пам'яток та визначних місць. Національний музей Найробі є водночас Національним музеєм Кенії і найбільшим в місті. Музей містить велику колекцію артефактів, що представляють багату спадщину Кенії в галузях історії, природи, культури та сучасного мистецтва. У її складі також є повний набір останків людини прямоходячої. Інші відомі музеї — Галерея Найробі (Залізничний музей Найробі і Музей Карен Бліксен, розташований у багатому передмісті Карен. Сади Угуру, національна пам'ятка і найбільший меморіальний парк в Кенії, є також місцем, де після проголошення незалежності було піднято перший кенійський прапор. Він простягається вздовж вулиці Ланґата (англ. Langata road) біля аеропорту Вілсон (англ. Wilson Airport).
Найробі називають Світовою столицею Сафарі, і тому тут є багато захоплюючих готелів для задоволення туристів, що приїздять заради сафарі.
У Найробі також розташована найбільша ковзанка в Африці: Сонячна Ковзанка, у готелі Панарі (англ. Panari Hotel). Ковзанка, відкрита в 2005 році, охоплює 1400 м² і може вмістити 200 людей.
Іншими цікавими місцями є Мавзолей Джомо Кеньятта, Національний театр Кенії та Національний архів Кенії, ботанічний сад та дендрарій. Художні галереї в Найробі включають Музей сучасного мистецтва Рагімтулла (англ. Rahimtulla Museum of Modern Art) та Центр мистецтв Мізізі (англ. Mizizi Arts Centre).
Також у 5,6 км від центра міста у передмісті Мутайга знаходиться Мутайзький заміський клуб. Клуб є готелем, в якому часто перебувають не тільки звичайні турісти, а і кенійська еліта. На території клубу є басейн, гольф-клуб, ресторан, сад, парк та тренажерний зал.

## Визначні пам'ятки
- Національний музей Кенії (Національний музей Найробі, англ. Nairobi National Museum)
- Національний парк Найробі (англ. Nairobi National Park)
- Uhuru Gardens
- Karen Blixen Museum
- Кенійське поселення Бомас (англ. Bomas of Kenya)
- Центр жирафи (англ. Giraffe Centre)
- David Sheldrick Centre

## Засоби масової інформації

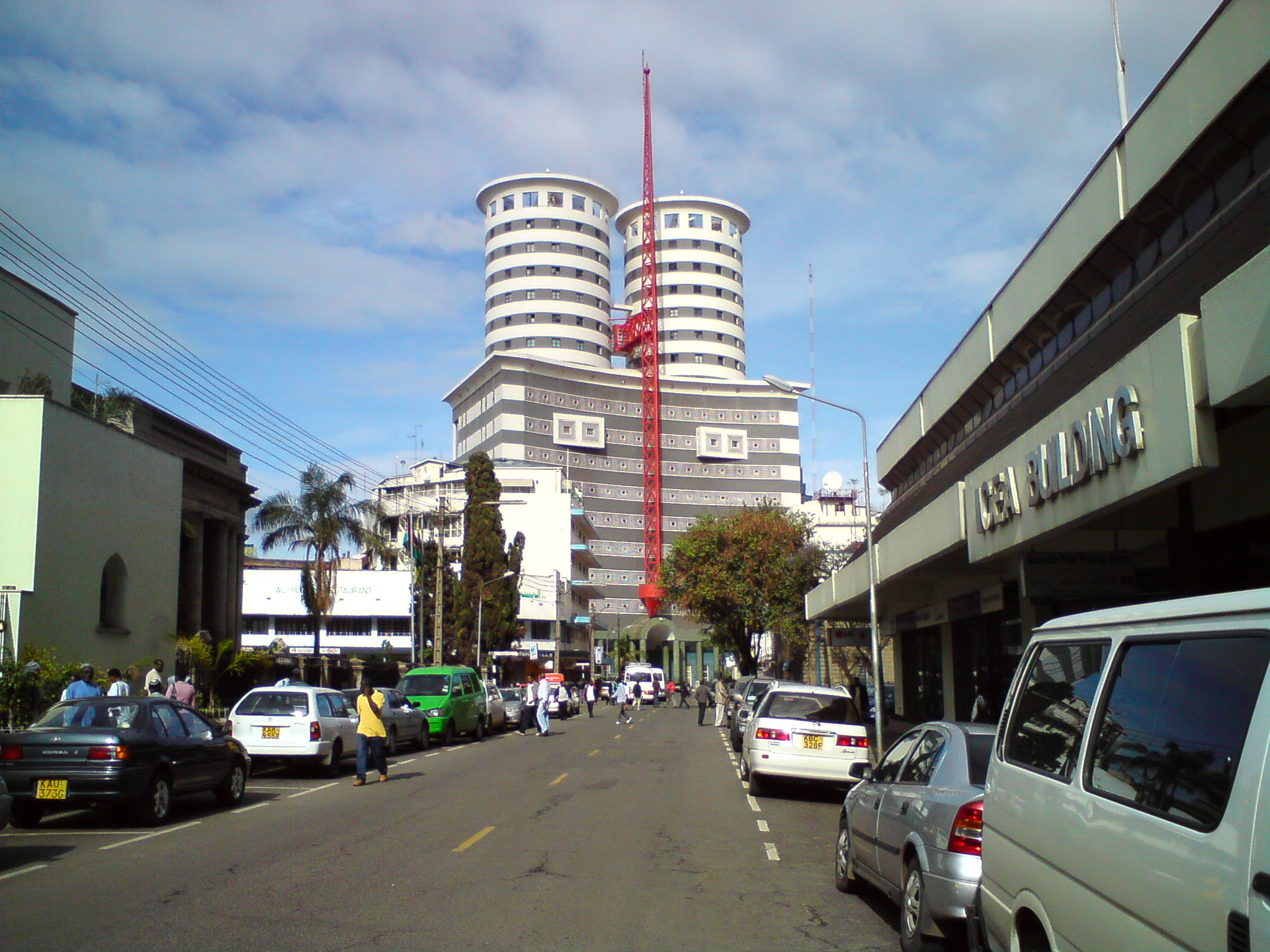
Центр Нації — штаб-квартира Національної Медійної Групи.

У Найробі розташовані більша частина кенійських інформаційних агентств та ЗМІ. У місто знаходяться головні офіси двох найбільших газет Східної Африки: «Дейлі Нейшн» та «Стандарт». Вони поширені в Кенії і охоплюють широке коло державних та регіональних питань. Обидві газети видаються англійською мовою.
Кенійська мовна корпорація є державним теле- та радіомовцем зі штаб-квартирою в Найробі. Кенійська телевізійна мережа є частиною (англ. Standard Group) і була першою приватною телевізійною станцією Кенії. Тут також знаходиться штааб-квартира Національної Медійної Групи. Є також ряд відомих радіостанцій, розташованих у столиці Кенії.
Кілька багатонаціональних організацій, засобів масової інформації мають свої регіональні штаб-квартири в Найробі. До них належать BBC, CNN, Франс-Пресс, Рейтер, Deutsche Welle та Associated Press. Східноафриканське бюро «CNBC Африка» розташоване в центрі міста Найробі, у той час Найробське бюро New York Times розташоване в передмісті Гігірі.